# Augusta Salling
Augusta Salling (født 1954) er en grønlandsk politiker, der repræsenterer partiet Atassut.
Hun er uddannet lærer, men før hun blev politiker på fuld tid var hun også en periode aktiv i det private erhvervsliv som direktør for Disko Havfiskeri fra 1986 til 1993.
Lokalpolitisk var hun borgmester i Qeqertarsuaq Kommune fra 1993 til 1997, men sad i kommunalbestyrelsen helt til 2001.
Partipolitisk har hun været partileder fra april 2002 og til Finn Karlsen overtog posten i september 2005. Hun meddelte før partiets landsmøde dette år, at hun ville trække sig som partiformand for at koncentrere sig om borgmesterposten. Finn Karlsen var på dette tidspunkt næstformand for partiet.
Hun er desuden medlem af Nordisk Råd, hvor hun blev suppleant 2005 og medlem fra 2007. Hun desuden valgt til Grønlands Landsting, hvor hun har været medlem siden 1999, og hvor hun fra 2003 har været landsstyremedlem for finanser, svarende til finansminister i Danmark.

## Privat
Hun er gift med Jens Salling, og har sammen 2 børn: Laila Salling og Bent Salling.